# Country Club Estates (Géorgie)
 (avril 2025).
Country Club Estates est une census-designated place située dans le comté de Glynn, dans l’État de Géorgie, aux États-Unis. Lors du recensement de 2020, elle comptait 8 373 habitants.